# Дардез
Дардез (фр. Dardez) насеље је и општина у северној Француској у региону Горња Нормандија, у департману Ер која припада префектури Евре.
По подацима из 2011. године у општини је живело 165 становника, а густина насељености је износила 58,51 становника/km². Општина се простире на површини од 2,82 km². Налази се на средњој надморској висини од 145 метара (максималној 141 m, а минималној 55 m).

## Демографија
| 1962. | 1968. | 1975. | 1982. | 1990. | 1999. | 2011. |
| ----- | ----- | ----- | ----- | ----- | ----- | ----- |
| 39    | 41    | 109   | 119   | 137   | 168   | 165   |

График промене броја становника у току последњих година